# FK Dordoi Bischkek
Der FK Dordoi Bischkek (kirgisisch футбол клубу Дордой Бишкек) (bis 2010 FK Dordoi-Dynamo Naryn) ist ein kirgisischer Fußballverein aus der Hauptstadt Bischkek. Aktuell spielt der Verein in der ersten Liga.
Mit 13 Meisterschaften ist er der erfolgreichste Verein des Landes.

## Geschichte
Gegründet wurde der Verein 1998 von Askar Maatkabylowitsch Salymbekow, einem Geschäftsmann aus Bischkek. Für die erste Saison tat sich der FK Dordoi-Dynamo Naryn mit dem Institut für Körpererziehung zusammen und spielte unter dem Namen Dordoi-Zhashtyk-SKIF in der 2. Liga. Er belegte den 3. Platz in der 2. Liga. Da einer der beiden sportlichen Aufsteiger aus finanziellen Gründen nicht in der 1. Liga antreten konnte, nahm Dordoi-Dynamo statt seiner den Platz ein. Die erste Erstligasaison beendete der Verein auf Platz fünf. Seitdem befand sich der Club ständig in der Spitzengruppe der Liga und dominierte ab 2004 dann die Meisterschaften. Seit 2004 gewann er fünf Meisterschaften in Folge und viermal den nationalen Pokal. Die Meisterschaft berechtigte auch zur Teilnahme am AFC President’s Cup. Auch dort sorgte der Verein für Aufsehen. Seit der ersten Teilnahme erreichte er in allen sechs Austragungen das Finale, zweimal ging man daraus als Gewinner hervor. Seit 2010 heißt der Verein FC Dordoi Bischkek.

## Stadion
Der Verein trägt seine Heimspiele im Spartak-Stadion in Bischkek aus. Das Stadion hat ein Fassungsvermögen von 23.000 Personen.

## Erfolge

### National
- Kirgisischer Meister: 2004, 2005, 2006, 2007, 2008, 2009, 2011, 2012, 2014, 2018, 2019, 2020, 2021
- Kirgisischer Vizemeister: 2010, 2013, 2015, 2016
- Kirgisischer Pokalsieger: 2004, 2005, 2006, 2008, 2010, 2012, 2014, 2016, 2017, 2018
- Kirgisischer Pokalfinalist: 2013, 2019
- Kirgisischer Superpokalsieger: 2012, 2013, 2014, 2019, 2021, 2022

### Kontinental
- AFC President’s Cup Sieger: 2006, 2007
- AFC President’s Cup Finalist: 2005, 2008, 2009, 2010

## Trainer
| Trainer              | Nation      | von               | bis               |
| -------------------- | ----------- | ----------------- | ----------------- |
| Mikhail Tyagusov     | Kirgisistan | 1. Juli 2004      | 30. Juni 2006     |
| Boris Podkorytov     | Kirgisistan | 1. Juli 2005      | 30. Juni 2012     |
| Sergei Dworjankow    | Russland    | 1. Januar 2008    | 31. Dezember 2013 |
| Anarbek Ormombekov   | Kirgisistan | 1. Juli 2009      | 31. Dezember 2011 |
| Zakir Dzhalilov      | Kirgisistan | 1. Januar 2013    | 31. Dezember 2013 |
| Murat Dzhumakeev     | Kirgisistan | 1. Juli 2013      | 30. Juni 2015     |
| Zavisa Milosavljevic | Serbien     | 1. Januar 2014    | 27. Oktober 2015  |
| Zoran Pavlović       | Serbien     | 1. Juli 2015      | 30. Juni 2016     |
| Ruslan Sydykov       | Kirgisistan | 6. Juni 2016      | 30. Juni 2017     |
| Murat Dzhumakeev     | Kirgisistan | 18. August 2016   | 23. August 2016   |
| Murat Dzhumakeev     | Kirgisistan | 1. Januar 2017    | 31. Dezember 2017 |
| Alexander Krestinin  | Russland    | 2. Juni 2017      | 1. November 2021  |
| Murat Dzhumakeev     | Kirgisistan | 1. Dezember 2021  | 26. Mai 2022      |
| Sergey Arslanov      | Usbekistan  | 27. Mai 2022      | 8. Oktober 2022   |
| Zakir Dzhalilov      | Kirgisistan | 10. Oktober 2022  | 17. November 2023 |
| Maksim Lisitsyn      | Russland    | 27. Dezember 2023 | 15. Juni 2024     |
| Vladimir Salo        | Kirgisistan | 19. Juni 2024     |                   |